# Parafia Miłosierdzia Bożego w Zielonej Górze
Parafia pw. Miłosierdzia Bożego w Zielonej Górze – rzymskokatolicka parafia należąca do dekanatu Zielona Góra – św. Jadwigi, diecezji zielonogórsko-gorzowskiej, metropolii szczecińsko-kamieńskiej w Polsce, erygowana 26 sierpnia 1989 roku. Na terenie parafii znajduje się Dom Księży Emerytów, w którym posługują zakonnice ze Zgromadzenia Sióstr Albertynek Trzeciego Zakonu św. Franciszka.
Przy parafii działa Centrum Formacji Jana Pawła II a także Katolickie Stowarzyszenie „Ojcostwo powołaniem”.

## Historia parafii
Początki istnienia kościoła wiążą się z ks. prałatem Konradem Hermannem, który od 1984 roku starał się o teren pod budowę świątyni. 5 lipca 1987 roku biskup gorzowski Józef Michalik, dokonał uroczystego poświęcenia placu pod budowę kościoła na terenie, którego postawiono prowizoryczną kaplicę i tymczasowe mieszkanie dla kapłana. Samodzielny wikariat utworzono w sierpniu 1988 jako zalążek przyszłej parafii. Parafię pod wezwaniem Miłosierdzia Bożego powołano 26 sierpnia 1989 roku, która powstała z podziału parafii Najświętszego Zbawiciela.
29 listopada 1992 biskup Józef Michalik poświęcił nową kaplicę w nawie bocznej kościoła. 14 marca 1999 roku sprowadzono z Krakowa relikwie św. siostry Faustyny Kowalskiej.
W latach 1996–2005 wybudowano dom parafialny, który służy między innymi grupom duszpasterskim istniejącym przy parafii, a także Centrum Formacji Jana Pawła II.

## Miejsca kultu
- Kościół Miłosierdzia Bożego w Zielonej Górze – kościół parafialny
- Kaplica pw. św. Liboriusza w Domu Księży Emerytów

## Zasięg parafii
Ulice i osiedla w Zielonej Górze:

- Augustowska,
- Bałtycka,
- Gdyńska
- Giżycka,
- Graniczna,
- Helska,
- Kętrzyńska,
- Mrągowska,
- Olsztyńska,
- Osiedle Kaszubskie,
- Osiedle Pomorskie,
- Osiedle Śląskie,
- Polanka,
- Pucka,
- Raculka,
- Róży Wiatrów,
- Sopocka,
- Suwalska,
- Szosa Kisielińska 41 i 43,
- Trójmiejska

## Proboszczowie
- ks. prałat kan. Konrad Herrmann (1988–1989)
- ks. prałat kan. Zbigniew Stekiel (1989–1996)
- ks. kan. dr Tadeusz Kulczyk (1996–2015)
- ks. kan. Zbigniew Tartak (2015–2016)
- ks. kan. dr Paweł Łobaczewski (od 1 sierpnia 2016)